# Unterseeboot 26 (1936)
Pour les articles homonymes, voir Unterseeboot 26.
Le Unterseeboot 26 ou U-26 est un sous-marin allemand (U-Boot) de type I.A de la Kriegsmarine de la Seconde Guerre mondiale.
Il connaît une courte carrière en opérations de guerre, avec un certain succès.

## Présentation
Mis en service le 6 mai 1936, l'U-26 sert jusqu'en 1940 comme navire de formation et à des fins de propagande par le gouvernement nazi. Au cours de leurs essais, il est constaté que les U-Boote de type I.A sont difficiles à manœuvrer en raison de leur mauvaise stabilité ainsi que de leur vitesse de plongée trop lente. Au début de 1940, l'U-Boot 26 est appelé en mission de combat en raison de la pénurie de sous-marins. L'U-26 participe à six patrouilles de guerre, coulant onze vaisseaux et en endommageant gravement un.
Il réalise sa première patrouille, quittant le port de Wilhelmshaven, le 29 août 1939, sous les ordres de Klaus Ewerth pour mouiller des mines au large de Portland. Ensuite, l'U-Boot conduit une patrouille dans le golfe de Gascogne, qu'il doit écourter lorsque ses deux périscopes tombent en panne le 18 septembre. Sur le chemin du retour, il contrôle trois navires battant pavillon neutre pour identifier d'éventuelle contrebande. 

Après 29 jours en mer, il retourne à son port d'attache le 29 septembre 1939. Ses mines feront trois victimes, des navires marchands, pour un total de 17 414	tonneaux.
Sa deuxième patrouille, du 22 octobre  au 5 décembre 1939, soit 45 jours de mer, a pour but de mouiller des mines au large de Gibraltar ; les destroyers d'escorte et les conditions météorologiques trop calmes contrarient sa tâche. Le 22 novembre 1939, l'une de ses mines coule un navire marchand de 4 285 tonneaux. L'U-26 est le premier sous-marin allemand de la Seconde guerre mondiale à entrer en Méditerranée[réf. nécessaire]. Il explore la mer d'Alboran pendant dix jours avant de retourner en Méditerranée. C'est également le seul sous-marin allemand a passer le détroit de Gibraltar dans les deux directions, les autres sous-marins entrés dans la Méditerranée par la suite ne sont plus retournés dans l'Atlantique[réf. nécessaire].
Le 3 janvier, Klaus Ewerth passe le commandement de l'U-26 à Heinz Scheringer.
Sa troisième patrouille, du 29 janvier au 1er mars 1940, soit trente-trois jours de mer, l'entraîne dans l'Atlantique Nord, dans le golfe de Gascogne en passant par la Mer du Nord. L'U-Boot connait plus de huit défaillances de torpilles dans des attaques au cours de cette patrouille. Néanmoins, il coule trois navires pour un total de 10581 tonneaux.
Sa quatrième patrouille consiste en une mission de transport de trois canons de DCA de 20 mm accompagnés des munitions pour l'Opération Weserübung, l'invasion allemande de la Norvège et du Danemark. Il quitte Wilhelmshaven le 13 avril 1940 et atteint sa destination à Trondheim six jours plus tard le 18 avril. Le lendemain, après le déchargement de sa cargaison, il reprend la mer. le 21 avril, coule un navire marchand de 5 159 tonneaux et retourne à Wilhelmshaven, qu'il atteint après sept jours de mer, le 25 avril 1940.
Sa cinquième patrouille est assez semblable à la précédente. Il appareille du port de Wilhelmshaven le 23 mai 1940 avec pour mission de livrer des fournitures à la Luftwaffe à Trondheim, qu'il atteint le 27 mai 1940. Après avoir déchargé les fournitures, y compris son propre canon antiaérien de 20 mm, l'U-Boot charge 31 tonnes de minerai de fer comme ballast pour le voyage de retour. Il est envoyé en patrouille au large de Kinnaird Head, de la côte est de l'Écosse du 29 mai au 5 juin 1940, soit huit jours de mer.
Le 9 juin 1940, Heinz Scheringer reprend le commandement de l'U-26.
Sa sixième et dernière patrouille le conduit de Wilhelmshaven le 20 juin 1940 à l'Atlantique Nord, dans le Golfe de Gascogne. Il coule trois navires marchands pour un total de 11 206 tonneaux et en endommage un autre de 4 871 tonneaux. Cette dernière attaque lui sera fatale, car le même jour et après avoir quitté son port d'attache depuis douze jours, il se saborde le 1er juillet 1940 au sud-ouest de l'Irlande, à la position géographique de 48° 03′ N, 11° 30′ O, après de lourds dommages subis par des grenades sous-marines) lancées de la corvette de la Classe Flower britannique HMS Gladiolus et des bombes d'un hydravion Short Sunderland australien du No. 10 Squadron RAAF.
Les quarante-huit membres d'équipage survivent à ce naufrage.

## Affectations
- Unterseebootsflottille "Saltzwedel" du 1er mai 1936 au 1er août 1939 à Wilhelmshaven (service active)
- 2. Unterseebootsflottille du 1er septembre au 31 décembre 1939  à Wilhelmshaven (service active)
- 2. Unterseebootsflottille du 1er janvier au 1er juillet 1940  à Wilhelmshaven (service active)

## Commandements
- Korvettenkapitän Werner Hartmann du 11 mai 1936 au 30 septembre 1938
- Oskar Schomburg du 1er octobre 1938 à août 1939
- Klaus Ewerth d'août 1939 au 3 janvier 1940
- Heinz Scheringer du 4 janvier au 11 mai 1940
- Heinz Fischer du 12 mai au 8 juin 1940
- Heinz Scheringer du 9 juin au 1er juillet 1940

Nota: Les noms de commandants sans indication de grade signifie que leur grade n'est pas connu avec certitude à notre époque à la date de la prise de commandement.

## Navires coulés
L'Unterseeboot 26 a coulé 11 navires marchands ennemis pour un total de 48 645 tonneaux et endommagé un autre navire marchand de 4 871 tonneaux au cours des 6 patrouilles (145 jours en mer) qu'il effectua.
| Date              | Nom                     | Nationalité | Tonnage (GRT) | Fait                                |
| ----------------- | ----------------------- | ----------- | ------------- | ----------------------------------- |
| 15 septembre 1939 | Alex van Opstal         | Belgique    | 5 965         | Coulé (mine)                        |
| 7 octobre 1939    | Binnendijk              | Pays-Bas    | 6 873         | Coulé (mine)                        |
| 13 novembre 1939  | Loire                   | France      | 4 825         | Coulé (mine)                        |
| 22 novembre 1939  | Elena R.                | Grèce       | 4 576         | Coulé (mine)                        |
| 12 février 1940   | Nidarholm               | Norvège     | 3 482         | Coulé                               |
| 14 février 1940   | Langleeford             | Royaume-Uni | 4 622         | Coulé. Fait partie du convoi HX 18. |
| 15 février 1940   | Steinstad               | Norvège     | 2 477         | Coulé                               |
| 21 avril 1940     | Cedarbank               | Royaume-Uni | 5 159         | Coulé                               |
| 26 juin 1940      | Frangoula B. Goulandris | Grèce       | 6 701         | Coulé                               |
| 30 juin 1940      | Belmoira                | Norvège     | 3 214         | Coulé                               |
| 30 juin 1940      | Merkur                  | Estonie     | 1 291         | Coulé                               |
| 1er juillet 1940  | Zarian                  | Royaume-Uni | 4,871         | Endommagé                           |

### Sources
- (en) Cet article est partiellement ou en totalité issu de l’article de Wikipédia en anglais intitulé « German submarine U-26 (1936) » (voir la liste des auteurs).